# Тортница

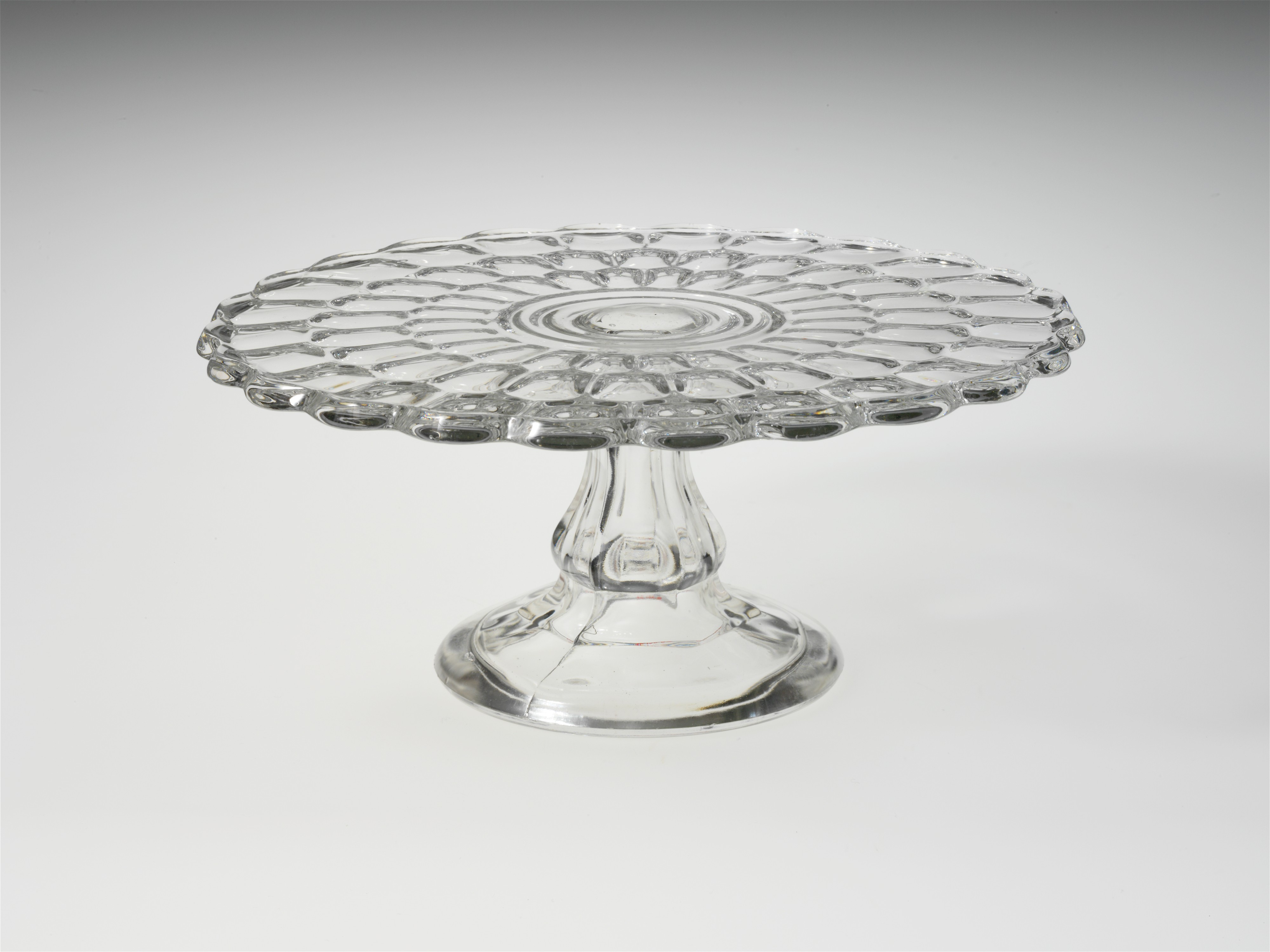
Стеклянная тортница (середина XIX века)

То́ртница (также подставка для торта) — подставка для подачи торта на стол. Обычно представляет собой круглое плоское блюдо на высокой ножке. Некоторые тортницы снабжаются крышкой. Торт, размещенный на тортнице с высокой подставкой, становится главным украшением стола.
В случае большого количества гостей подставки с уменьшающимися диаметрами можно ставить одну на другую, до 3-4 ярусов. Такую пирамиду можно эффектно завершить «детской» тортницей — небольшим изделием, которое в XIX веке предназначалось для обучения девочек тому, как правильно накрывать стол. На разных уровнях при этом можно размещать разные сладости или фрукты.